# Partito Nazionale Sloveno
Il Partito Nazionale Sloveno (in sloveno Slovenska nacionalna stranka, abbreviato in SNS) è un partito politico sloveno guidato da Zmago Jelinčič. Fu fondato dallo stesso Jelinčič il 17 marzo 1991 a Lubiana.

## Ideologia
Il partito, noto per il suo euroscetticismo, non ha particolari preferenze politiche, ma raccoglie consensi in vari strati della società. In un'intervista del 2000 il leader Jelinčič si è definito di sinistra; ciò nonostante, il partito è comunemente considerato di estrema destra. L'ideologia comprende elementi socialisti e nazionalisti, fra i quali possiamo inserire:
- regolamentazione economica del mercato
- laicità e opposizione alla Chiesa cattolica
- sviluppo della ricerca
- educazione pubblica
- tutela delle minoranze slovene in Italia, Austria e Ungheria
- cambio della bandiera e dello stemma nazionali
- uscita della Slovenia da Ue, Euro e NATO
- rafforzamento delle relazioni con la Serbia e le altre repubbliche dell'ex-Jugoslavia.

Il partito è un sostenitore della Grande Slovenia, cioè di un allargamento dei confini nazionali a danno di Croazia (Istria settentrionale), Ungheria (Szentgotthárd/Monošter), Austria (Stiria e Carinzia meridionali) e Italia (province di Trieste e Gorizia, Slavia Friulana e Resia in Provincia di Udine).
Molti membri del partito sono stati accusati di razzismo e omofobia a causa delle loro affermazioni contro immigrati (in particolare croati) e omosessuali.

## Storia
Il partito è entrato per la prima volta all'Assemblea nazionale dopo le elezioni del 1992, nelle quali ottenne il 10% e 12 seggi, suo massimo storico. Alle elezioni successive ottenne appena il 3,2% e 4 seggi, per poi stabilizzarsi negli anni 2000 fra il 4 e il 6%.
Il miglior risultato del partito è stato quello delle elezioni presidenziali del 2007, nelle quali il leader Zmago Jelinčič si piazzò al quarto posto con il 19,2%.
Alle elezioni politiche del dicembre 2011, il partito è crollato all'1,8%, diventando così un partito extraparlamentare dopo 19 anni di presenza nell'Assemblea nazionale.

## Risultati elettorali
| Elezione          | Voti    | %     | Seggi   |
| ----------------- | ------- | ----- | ------- |
| Parlamentari 1992 | 119.091 | 10,02 | 12 / 90 |
| Parlamentari 1996 | 34.422  | 3,22  | 4 / 90  |
| Parlamentari 2000 | 47.214  | 4,39  | 4 / 90  |
| Europee 2004      | 21.883  | 5,02  | 0 / 8   |
| Parlamentari 2004 | 60.750  | 6,27  | 6 / 90  |
| Parlamentari 2008 | 56.832  | 5,40  | 5 / 90  |
| Europee 2009      | 13.227  | 2,86  | 0 / 8   |
| Parlamentari 2011 | 19.786  | 1,80  | 0 / 90  |
| Europee 2014      | 16.210  | 4,03  | 0 / 8   |
| Parlamentari 2014 | 19.218  | 2,20  | 0 / 90  |
| Parlamentari 2018 | 37.182  | 4,17  | 4 / 90  |
| Europee 2019      | 19.347  | 4,01  | 0 / 8   |
| Parlamentari 2022 |         |       | 0 / 90  |